# Gasvolframsvetsning

Gasvolframsvetsning eller TIG-svetsning (engelska, "Tungsten Inert Gas") är en svetsningsmetod. Det som utmärker gasvolframsvetsning är att elektroden inte förbrukas. Elektroden är oftast gjord av en typ av volframlegering, med till exempel zirkonium. Oftast tillsätts material för att få en svets. Ljusbågen värmer upp materialet och processen skyddas av en skyddsgas, till exempel argon eller helium. För svetsning av aluminium används växelström, för svetsning av kolstål, rostfritt och koppar används likström. 
Starter underlättas med HF-tändning, en "tändgnista" med hög spänning som startar ljusbågen.
TIG-svetsning ger i allmänhet mer kvalitativa svetsförband än MIG/MAG-svetsning. Svetsförbandet ser bättre ut och innehåller i allmänhet mindre defekter än förband som svetsats med MIG/MAG eller MMA (belagda elektroder), och kallflytningar av svetsmaterial är lätt att undvika. Den största nackdelen med TIG-svetsning är att metoden är förhållandevis långsam. Å andra sidan kräver TIG-svetsning väldigt lite efterarbete, vilket gör metoden lämplig för svetsare som kräver ett snyggt utseende, och/eller jämna övergångar mellan material och svets. Den förhållandevis låga produktiviteten gör att TIG-svetsning normalt inte används till svetsförband med godstjocklekar större än 5 mm ifall andra svetsmetoder duger kvalitetsmässigt. 

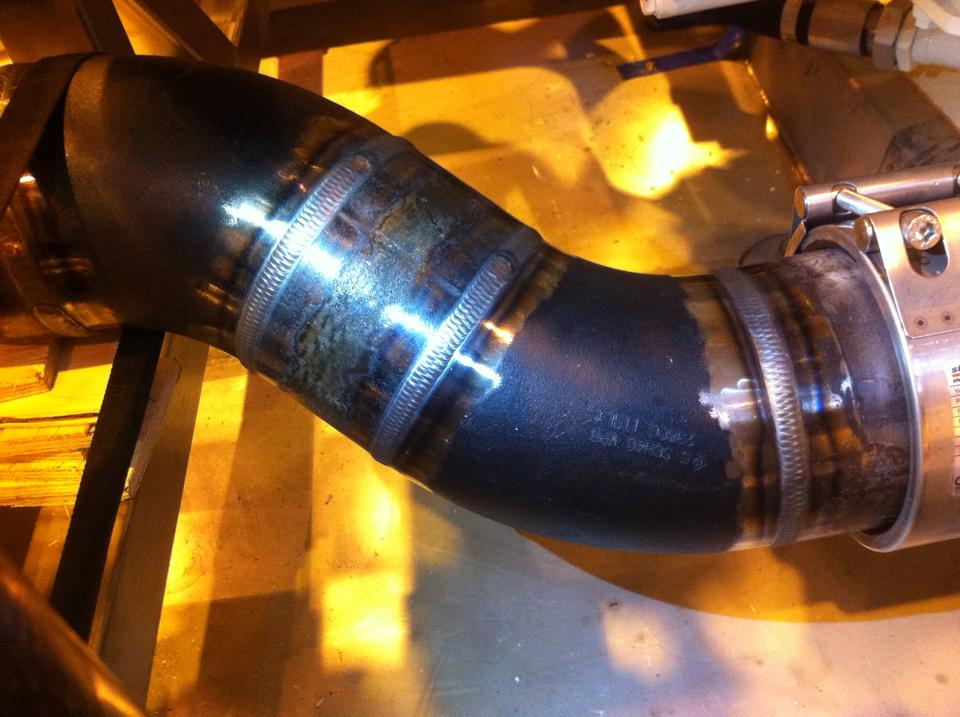

Det största kvalitetsproblem som kan uppenbaras vid TIG-svetsning är framför allt uppkomsten av sugningar (pipes). Dessa syns som små fördjupningar, eller ibland till och med små hål där man släckt ljusbågen. Även om dessa defekter ser små och oansenliga ut (ibland inte ens synligt med blotta ögat) ger det ett oacceptabelt svetsförband om kravet är en gas- eller vätsketät svets. Detta på grund av att sugningen så gott som alltid går rakt igenom materialet och orsakar läckage. Även om så inte sker direkt är materialet så försvagat i sugningen att det förr eller senare ändå kommer att uppstå problem i området.
Sugningar uppstår då de olika metallerna och ämnena i en legering har olika smältpunkt och därför också övergår i fast form vid olika temperaturer. För att avhjälpa detta problem har moderna svetsaggregat en så kallad "slope"-funktion (ung. släntfunktion), som gör att ljusbågen tonas ner när man släcker den. Detta gör att de ämnen i legeringen som härdar sist inte lägger sig rakt ner igenom materialet, utan istället blir till en liten slaggfläck på ytan. Denna fläck kan sedan lätt poleras bort.